# (3473) Sapporo
(3473) Sapporo (A924 EG) – planetoida z pasa głównego asteroid okrążająca Słońce w ciągu 3,64 lat w średniej odległości 2,36 j.a. Odkrył ją Karl Wilhelm Reinmuth 7 marca 1924 roku.